# Per Hauber
Per Hauber (* 28. August 1977 in Konstanz, Deutschland) ist ein deutsch-schwedischer Musikmanager. Ab 2006 war er Marketingleiter bei Universal Music Classics & Jazz. 2011 übernahm er die Leitung von Sony Classical International. Seit 2019 leitet er als President Sony Classical die Klassik-Sparte von Sony Music Entertainment aus New York und Berlin.

## Leben
Per Hauber wurde 1977 in Konstanz als Sohn deutsch-schwedischer Eltern geboren. An der Hochschule der Künste in Berlin studierte er von 1997 bis 2002 Saxophon als instrumentales Hauptfach. Seit 1997 arbeitet Hauber als freischaffender Musiker in Berlin u. a. mit den Berliner Philharmonikern und Dirigenten wie Mariss Jansons und Kent Nagano. Nach Abschluss seines Musikstudium an der Hochschule der Künste in Berlin begann im Jahr 2002 seine Laufbahn als Musikmanager bei Universal Music in Hamburg. In den folgenden Jahren entwickelte er die Party-Reihe „Yellow Lounge“. Prominente DJs wie Neil Tennant (Pet Shop Boys) treffen dort auf Stars der Klassik wie Helene Grimaud, Misha Maisky oder auch Künstler wie Sting.
Ende September 2011 wechselte er zu Sony Classical International und begann als Teil der Geschäftsführung die Zusammenarbeit mit Künstlern wie Jonas Kaufmann, Igor Levit, Teodor Currentzis und den Wiener Philharmonikern. 2019 übernahm Hauber die Rolle des President Sony Classical mit Sitz in New York und Berlin und leitet seitdem auch das weltweite Klassikgeschäft von Sony Music. 2020 gründete Hauber dort das Label XXIM Records für progressive Instrumentalmusik.
Die Dokumentationsserie Anastasia Kobekina - Jetzt oder Nie! zeigt die Aufbauarbeit des von ihm geleiteten Labels an jungen Klassik Künstlern.